# Liste von Filmen mit Bezug zu Dortmund
Die Liste von Filmen mit Bezug zu Dortmund enthält Spielfilme mit wesentlichem Bezug zu Dortmund. Dortmund gilt nicht als erstrangige Filmstadt, ist aber dennoch regelmäßig Schauplatz von Filmaufnahmen.
Auch Dokumentarfilme werden hier aufgelistet. Nicht mit aufgeführt sind dabei weder die zahlreichen Dokumentation rund um den Fußballverein Borussia Dortmund, sofern sie nicht einen tiefergehenden Blick verfolgen, noch die zahlreich veröffentlichten Mitschnitte von Konzerten in der Stadt, insbesondere aus den Westfalenhallen.
Die Liste erhebt keinen Anspruch auf Vollständigkeit.

## Spielfilme
| Jahr | Titel                                               | Regisseur                        | Anmerkung |
| ---- | --------------------------------------------------- | -------------------------------- | --- |
| 1957 | Im Dorf der Berglehrlinge                           | Friedrich Wollangk               | Kurzfilm über das erste Pestalozzi-Dorf in Dortmund |
| 1970 | Ich heiße Erwin und bin 17 Jahre                    | Erika Runge                      | Halbdokumentarischer s/w-Spielfilm über den Hoesch-Lehrling Erwin und seine gesellschaftlichen Lebensumstände. |
| 1975 | Stellenweise Glatteis                               | Wolfgang Petersen                | Fernsehfilm mit Günter Lamprecht, Ortrud Beginnen, Claus Fuchs, Claus Theo Gärtner, u. a. |
| 1978 | Die Abfahrer                                        | Adolf Winkelmann                 | Prämierter Film um drei Arbeitslose im Dortmund der späten 70er Jahre, im Zeichen des Rückzugs der Schwerindustrie (auch DVD). |
| 1980 | Panische Zeiten                                     | Udo Lindenberg, Peter Fratzscher | Komödie um den Musiker Udo Lindenberg in einer Doppelrolle, neben dem hier eine Vielzahl bekannter Schauspieler wirkten; spielt zu einem Teil in Dortmund, u. a. im Zusammenhang mit einem Konzert in der Westfalenhalle.                       |
| 1981 | Jede Menge Kohle                                    | Adolf Winkelmann                 | Das mit dem Bundesfilmpreis 1981 ausgezeichnete Werk um den Bergmann Katlewski war der erste deutsche Film mit Originalton in Dolby Stereo (auch DVD).                                                                                          |
| 1981 | 5 Flaschen für Angelika                             | Frank Döhmann                    | In Dortmund, Bochum, Essen und Düsseldorf gedrehter Film, u. a. mit Hans Beerhenke. |
| 1991 | Die Blattlaus                                       | Claudia Prietzel                 | Fernsehfilm |
| 1993 | Nordkurve                                           | Adolf Winkelmann                 | Fußballfilm, mit Renate Krößner, Christian Tasche, Jochen Nickel, u.v.m., erhielt drei Preise beim Deutschen Filmpreis 1993 (auch DVD) |
| 1997 | Zugvögel … Einmal nach Inari                        | Peter Lichtefeld                 | In Dortmund und Finnland spielender Film, mit Joachim Król, Outi Mäenpää und Peter Lohmeyer in den Hauptrollen (auch DVD). |
| 1999 | Bang Boom Bang – Ein todsicheres Ding               | Peter Thorwarth                  | In Unna und Dortmund spielende Kult-Komödie (auch DVD) |
| 2000 | DoppelPack                                          | Matthias Lehmann                 | Dortmunder Kult-Komödie um drei Freunde und ein Konzert von Attila the Stockbroker, mit Eckhard Preuß, Markus Knüfken und Jochen Nickel (auch DVD)                                                                                              |
| 2000 | Nie mehr zweite Liga                                | Kaspar Heidelbach                | Milieu-Komödie um drei BVB-Fans und einen Sack voll Falschgeld, mit Peter Lohmeyer, Jochen Nickel, Dietmar Bär, Nina Petri und Dieter Pfaff (auch DVD)                                                                                          |
| 2000 | Oi!Warning                                          | Benjamin Reding Dominik Reding   | In der Skinhead- und Punk-Szene spielendes Drama (auch DVD). |
| 2000 | Rote Glut                                           | Mark Schlichter                  | Prämierter Kino- und Fernsehfilm über eine neu aufgeflammte Jugendliebe, die von ihren unterschiedlichen Positionen im Strukturwandel überschattet wird. Mit Meret Becker, Roman Knižka, Richy Müller und Michael Degen (auch DVD).             |
| 2001 | Der Ball ist verdammt rund                          | Jakob Ziemnicki                  | Kurzfilm um Anna, die an ihrem Geburtstag nur das Finale des BVB gegen Juventus Turin sehen will (auch DVD, in der Box Gangster & Fußball) |
| 2002 | Fickende Fische                                     | Almut Getto                      | Prämierter Film um zwei Jugendliche und ihre vom HI-Virus belastete Beziehung, der überwiegend in Dortmund gedreht wurde (auch DVD). |
| 2002 | Was nicht passt, wird passend gemacht               | Peter Thorwarth                  | In Unna und Dortmund gedrehte Bauarbeiter-Komödie (auch DVD), die als Vorlage für die in Köln produzierte Fernsehserie Was nicht passt, wird passend gemacht (2003–2007) des TV-Senders ProSieben diente.                                       |
| 2004 | Aus der Tiefe des Raumes                            | Gil Mehmert                      | In Dortmund, Bochum und Gelsenkirchen gedrehte, liebevoll-skurrile Komödie um eine zum Leben erwachte Tipp-Kick-Figur in den 1960er Jahren (auch DVD).                                                                                          |
| 2004 | Männer wie wir                                      | Sherry Hormann                   | international prämierte Fußballkomödie um eine schwule Fußballmannschaft (auch DVD). |
| 2004 | Drechslers zweite Chance                            | Jobst Oetzmann                   | Tragikomische Liebes- und Freundschaftsgeschichte mit Dietmar Bär, Joachim Król und Sofie Lassen-Kahlke, u. a. |
| 2005 | Nordstadt                                           | Michael Kupczyk                  | In der problembehafteten Dortmunder Nordstadt spielender Film um die Suche eines Kleinkriminellen nach einem Neuanfang (auch DVD). |
| 2006 | Goldene Zeiten                                      | Peter Thorwarth                  | In Unna und Dortmund gedrehte Komödie, u. a. mit Wotan Wilke Möhring, Dirk Benedict, Wolf Roth, Ludger Pistor und Alexandra Neldel (auch DVD).                                                                                                  |
| 2006 | Unter Wölfen                                        | Daniel Hedfeld, André Sydow      | Thriller um eine Jagdgesellschaft, bei der plötzlich ein Jäger tot aufgefunden wird. |
| 2007 | Autopiloten                                         | Bastian Günther                  | In Dortmund, Bochum, Essen, Gelsenkirchen und Duisburg spielendes, melancholisches Drama, mit Manfred Zapatka, Wolfram Koch, Charly Hübner u.v.m.                                                                                               |
| 2009 | Ein Schnitzel für drei                              | Manfred Stelzer                  | Fernsehfilm des WDR, mit Armin Rohde und Ludger Pistor in den Hauptrollen |
| 2009 | Vorstadtkrokodile                                   | Christian Ditter                 | Zweite Verfilmung des Kinderbuchs Vorstadtkrokodile des Dortmunder Autors Max von der Grün. Einige Szenen wurden auch in Dortmund gedreht. |
| 2010 | On Air                                              | Carsten Vauth, Marco J. Riedl    | International prämierter Kurzfilm-Thriller, von dem 2012 eine Langfassung produziert wurde. |
| 2010 | Oh Fortuna                                          | Johannes Klais                   | Low-Budget-Gangsterkomödie um einen Kreisligaverein und seinen bedrohten Fußballplatz (auch DVD). |
| 2012 | Die Libelle und das Nashorn                         | Lola Randl                       | Komödie um die nächtliche Begegnung eines alternden Schauspielstars und einer Jungschauspielerin in einem Nobelhotel in Dortmund, mit Mario Adorf und Fritzi Haberlandt (auch DVD).                                                             |
| 2013 | Ein Schnitzel für alle                              | Manfred Stelzer                  | Fernsehfilm, Fortsetzung des Fernsehfilms Ein Schnitzel für drei, erneut mit Armin Rohde und Ludger Pistor in den Hauptrollen |
| 2013 | Green Frankenstein                                  | Jörg Buttgereit                  | Theaterverfilmung der Inszenierung von Buttgereits gleichnamigen Hörspiel am Theater Dortmund. |
| 2013 | Sexmonster!                                         | Jörg Buttgereit                  | Theaterverfilmung der Inszenierung von Buttgereits gleichnamigen Hörspiel am Theater Dortmund. |
| 2016 | Junges Licht                                        | Adolf Winkelmann                 | Coming-of-age-Erzählung im Ruhrgebiet der Wirtschaftswunderzeit, Verfilmung des Buchs Junges Licht von Ralf Rothmann (auch DVD). |
| 2016 | Radio Heimat                                        | Matthias Kutschmann              | Komödie über das Erwachsenwerden im Ruhrgebiet der 1980er Jahre; Verfilmung von Kurzgeschichten aus dem gleichnamigen Buch von Frank Goosen durch den Regisseur des Dortmunder Ensembles Geierabend.                                            |
| 2016 | Marija                                              | Michael Koch                     | Aussiedler-Drama um eine Ukrainerin, die in einem Dortmunder Hotel als Reinigungskraft arbeitet, als die Kündigung ihren Traum von einem eigenen Friseursalon zu vernichten droht.                                                              |
| 2016 | Volltreffer                                         | Granz Henman                     | Romantische Fußballkomödie um einen Spielerwechsel vom BVB zu Bayern München, mit Julia Hartmann, Axel Stein, Tom Gerhardt und Sönke Möhring in den Hauptrollen.                                                                                |
| 2017 | Keymoment                                           | Martin Lukas                     | Die junge Physikstudentin Anna wird aus einem Verhörraum von einem Mann gerettet, der aus der Zukunft kommt, um sie vor ihrer späteren Erfindung einer neuen Energieform zu warnen; an der FH Dortmund entstandener Kurzfilm.                   |
| 2017 | Magical Mystery oder: Die Rückkehr des Karl Schmidt | Arne Feldhusen                   | Karl Schmidt, abgehalfterte Pionier elektronischer Musik, begleitet Techno-DJs auf ihrer Deutschland-Tour, mit längerer Episode zum Ende des Films in Dortmund, rund um die Springtime (eine Anspielung auf die Mayday in den Westfalenhallen). |
| 2017 | Schnitzel geht immer                                | Manfred Stelzer                  | Dritter Teil der Fernsehreihe, Sozialkomödie um zwei Arbeitslose, wieder mit Armin Rohde und Ludger Pistor in den Hauptrollen. |
| 2019 | Schnitzel de Luxe                                   | Micha Lewinsky                   | Vierter Teil der Filmreihe um die beiden arbeitslosen Freunde, wieder mit Armin Rohde und Ludger Pistor in den Hauptrollen, Cristina do Rego, Therese Hämer u. a.                                                                               |
| 2023 | Morgen irgendwo am Meer                             | Patrick Büchting                 | Verfilmung des gleichnamigen Romans von Adriana Popescu aus dem Jahr 2019, mit Sophia Münster, Jonas Kaufmann und Carlotta Weide in den Hauptrollen.                                                                                            |

## Fernsehserien
| Sendejahre | Titel                        | Regisseur                                               | Anmerkung |
| ---------- | ---------------------------- | ------------------------------------------------------- | --- |
| 1981, 1983 | Tour de Ruhr                 | Reinhard Schwabenitzky                                  | Sechsteilige Serie des WDR nach einer Idee von Elke Heidenreich, bei der eine Familie und ein Paar aus Dortmund eine turbulente Radtour durch das Ruhrgebiet unternehmen                                         |
| 1983       | Hans im Glück aus Herne 2    | Roland Gall                                             | Siebenteilige Serie des ZDF um einen 16-jähjrigen Arbeiterjungen aus Wanne-Eickel, die auch in der Dortmunder Innenstadt und am Hauptbahnhof Dortmund spielt.                                                    |
| 1988       | Dortmunder Roulette          | Kaspar Heidelbach                                       | Sechsteilige Serie des WDR, die komplett in der Spielbank Hohensyburg spielte |
| 1995–2006  | Balko                        | Wechselnd (U.a. M. Stelzer, Uli Möller, und 18 weitere) | Komödiantische Krimiserie von RTL, mit Jochen Horst, ab Folge 49 mit Bruno Eyron als Hauptkommissar Balko. |
| 2004–2006  | Helden der Kreisklasse       | (ungenannt)                                             | Der Sender Kabel eins begleitete den Dortmunder Kreisliga-Verein SSV Hacheney unter seinem Trainer Manfred Burgsmüller in 45 Sendungen.                                                                          |
| seit 2012  | Dortmund-Tatort              | Wechselnd (bisher 16)                                   | In bisher 25 (Stand Februar 2024) Folgen des Tatort-Fernsehkrimis trat das Dortmunder Ermittlungsteam in Aktion.                                                                                                 |
| seit 2016  | Phoenixsee                   | Bettina Woernle                                         | WDR-Fernsehserie über die Probleme zweier sehr verschiedener Familien am Phoenix-See, mit Stephan Kampwirth, Nike Fuhrmann, Felix Vörtler, Anna Stieblich, Robert Dölle u. a. (1. Staffel 2016, 2. Staffel 2019) |
| 2019       | Ohne Schnitzel geht es nicht | Wolfgang Murnberger, Micha Lewinsky                     | WDR-Miniserie als Fortsetzung der bisherigen WDR-Fernsehfilme aus der Schnitzel-Filmreihe (seit 2009). |

## Dokumentarfilme
| Jahr | Titel                                                       | Regisseur                     | Anmerkung |
| ---- | ----------------------------------------------------------- | ----------------------------- | --- |
| 1964 | Die Borussen kommen                                         | Wilhelm Bittorf               | Dokumentarfilm aus der Fernsehreihe Zeichen der Zeit des SWR. |
| 1969 | Mit der Straßenbahn von Duisburg nach Dortmund 1969         | Martin Walser                 | Der bekannte Schriftsteller beobachtet die Menschen und ihre Umgebung auf Straßenbahnfahrten von Duisburg nach Dortmund (seit 2014 auch DVD).                        |
| 1996 | Abenteuer Zoo – Dortmund                                    | Hiltrud Jäschke               | Dokumentation über den Zoo Dortmund aus der Abenteuer Zoo-Reihe des MDRs (auch DVD).                                                                                 |
| 2002 | Dortmund – Das Zentrum Westfalens                           | Monika Pöschke-Schröder       | Dokumentar-Film aus der Bilderbuch-Reihe des WDR, u. a. mit Max von der Grün und Fritz Eckenga.                                                                      |
| 2005 | Ticket To Ride – International Model Show Dortmund 2003     | (ungenannt)                   | Dokumentation über die Intermodellbau-Messe 2003 in Dortmund (auch DVD).                                                                                             |
| 2006 | Ein Dorf in der Großstadt                                   | Werner Ahlke                  | Porträt des Kreuzviertels (auch DVD). |
| 2006 | Losers and Winners – Arbeit gehört zum Leben                | Michael Loeken, Ulrike Franke | international prämierte Doku über den Verkauf und Abbau der Kokerei Kaiserstuhl nach China, Grimme-Preisträger 2009 (auch DVD).                                      |
| 2008 | Dortmund und der Phoenix-See                                | Jens Tilmann                  | Dokumentarfilm des WDR über den Phoenix-See, aus der Bilderbuch Deutschland-Reihe (auch als DVD)                                                                     |
| 2010 | Wie (beinahe) das Bier aus Dortmund verschwand              | Bernhard Pfletschinger        | WDR-Fernsehproduktion, 45-minütige Dokumentation der Geschichte Dortmunds als Europas größte Bierstadt                                                               |
| 2012 | Tanzt!                                                      | Ivan Sertic                   | 3D-Dokumentarfilm über die Stadt Dortmund aus der Perspektive von Balletttänzern (auch DVD).                                                                         |
| 2013 | So war das                                                  | Adolf Winkelmann              | Aus Privataufnahmen von Lesern der Ruhr Nachrichten stellte Adolf Winkelmann ein Porträt der Stadt von den 30er bis 80er Jahren zusammen (als 5-DVD-Box erschienen). |
| 2013 | Wir die Wand                                                | Klaus Martens                 | Beobachtendes Sozialporträt der Fans auf der Südtribüne im Westfalenstadion (auch DVD).                                                                              |
| 2014 | Göttliche Lage                                              | Michael Loeken, Ulrike Franke | TV-Dokumentation von WDR und arte zum Wandel durch den Phoenix-See, Grimme-Preisträger 2016 (auch DVD).                                                              |
| 2015 | Am Borsigplatz geboren – Franz Jacobi und die Wiege des BVB | Marc Quambusch                | Deutsches Doku-Drama über die Gründungsgeschichte von Borussia Dortmund und das Leben von Franz Jacobi.                                                              |